# Hammarhjärta
Hammarhjärta är ett album av Pugh Rogefeldt, det elfte, utgivet 1985.

## Låtlista
| Nr  | Titel              | Längd |
| --- | ------------------ | ----- |
| 1.  | Under världsträdet | 1:02  |
| 2.  | Röda rappet        | 3:58  |
| 3.  | Sista vakten       | 3:41  |
| 4.  | Till Irland        | 3:34  |
| 5.  | Tempel             | 3:52  |
| 6.  | Dina flickor       | 3:17  |
| 7.  | Sutton Ho          | 4:06  |
| 8.  | Hammarhjärta       | 5:09  |
| 9.  | Rid rid            | 2:34  |
| 10. | Hotande segel      | 3:23  |
| 11. | Stenarna ropar     | 4:37  |